# Belle Rose
Belle Rose és una població dels Estats Units a l'estat de Louisiana. Segons el cens del 2000 tenia 1.944 habitants.

## Demografia
Segons el cens del 2000, Belle Rose tenia 1.944 habitants, 674 habitatges, i 514 famílies. La densitat de població era de 140 habitants/km².
Dels 674 habitatges en un 34,7% hi vivien nens de menys de 18 anys, en un 50% hi vivien parelles casades, en un 20,2% dones solteres, i en un 23,7% no eren unitats familiars. En el 21,8% dels habitatges hi vivien persones soles el 10,7% de les quals corresponia a persones de 65 anys o més que vivien soles. El nombre mitjà de persones vivint en cada habitatge era de 2,88 i el nombre mitjà de persones que vivien en cada família era de 3,36.
Per edats la població es repartia de la següent manera: un 27,4% tenia menys de 18 anys, un 10,3% entre 18 i 24, un 26,9% entre 25 i 44, un 22% de 45 a 60 i un 13,4% 65 anys o més.
L'edat mediana era de 35 anys. Per cada 100 dones de 18 o més anys hi havia 84,1 homes.
La renda mediana per habitatge era de 30.313 $ i la renda mediana per família de 35.865 $. Els homes tenien una renda mediana de 40.089 $ mentre que les dones 24.583 $. La renda per capita de la població era de 13.606 $. Entorn del 27,9% de les famílies i el 28% de la població estaven per davall del llindar de pobresa.

## Poblacions més properes
El següent diagrama mostra les poblacions més properes.